# Боруки, Уильям
Уильям Дж. Боруки (англ. William J. Borucki; род. 1939) — американский планетолог, специализирующийся на поиске экзопланет транзитным методом. Научный руководитель миссии НАСА «Кеплер», одной из целей которой был поиск экзопланет, схожих по химическому составу с Землёй и расположенных в зоне обитаемости. Лауреат премии Шао по астрономии 2015 года, а также отмечен другими отличиями.
Член Национальной академии наук США (2020).

## Биография
В 1962 году получил степень магистра по физике в Висконсинском университете в Мадисоне. После этого работал в программе «Аполлон» над теплозащитными экранами, предназначенными для защиты космических кораблей и экипажа от перегрева при возвращении в атмосферу Земли. Впоследствии изучал метеорологию в Университете штата Калифорния в Сан-Хосе. В 1982 году приступил к исследованию природы молний и возможного влияния электрических разрядов в атмосфере на образование органических молекул, являющихся основой возникновения жизни, с применением спутниковой аппаратуры, в проектировании которой принимал непосредственное участие. В рамках данного исследования провёл анализ частоты возникновения молний на других планетах Солнечной системы, основываясь на данных, полученных АМС.
К 1984 году Боруки стал заниматься поиском экзопланет транзитным методом, основанным на фиксировании периодического снижения яркости звезды, вызванного проходом планеты на фоне её диска. С этого времени и вплоть до 1988 года Боруки организовывал симпозиумы учёных для определения наилучших способов обнаружения экзопланет транзитным методом и тесно сотрудничал с Национальным институтом стандартов и технологий в разработке фотометров требуемой чувствительности. В Ликской обсерватории Боруки сконструировал наземный экспериментальный телескоп для обоснования концепции космического телескопа, ориентированного на поиск экзопланет.
В 2009 году Боруки назначен главным исследователем миссии «Кеплер». По состоянию на январь 2015 года в ходе миссии открыто 1013 подтверждённых экзопланет в 440 звёздных системах и 3199 объектов остаются неподтверждёнными кандидатами на статус экзопланеты. В 2013 году Боруки награждён Медалью Генри Дрейпера Национальной академии наук США за «основание концепции, неустанную пропаганду и дальновидное руководство миссией „Кеплер“, открывшей множество планет и планетных систем с неожиданными и удивительными свойствами». В 2014 году отмечен Carl Sagan Memorial Award Американского общества астронавтики, в 2015 году — Frank Drake Award (Фрэнка Дрейка), а в 2016 году — премией Боуэра.
Член Американской ассоциации содействия развитию науки (2016).